# جو ماكدونا
جو ماكدونا (بالإنجليزية: Joe McDonagh)‏ هو لاعب قذف أيرلندي، ولد في 1953 في توام ‏ في جمهورية أيرلندا، وتوفي في 20 مايو 2016.